# Norman Alvis
Norman Alvis (Sacramento, 12 juli 1963) is een voormalig Amerikaans wielrenner.

## Overwinningen
1991
- 1e etappe Ronde van Beieren

1995
- Amerikaans kampioen op de weg, Elite
- USPro Championship
- 3e etappe Herald Sun Tour
- 4e etappe Ronde van Taiwan

1997
- 4e etappe Herald Sun Tour
- 10e etappe Herald Sun Tour
- 11e etappe Herald Sun Tour
- Eindklassement Herald Sun Tour

## Belangrijkste ereplaatsen
1993
- 6e in Parijs-Camembert

## Resultaten in voornaamste wedstrijden
| Jaar | Ronde van Italië | Ronde van Frankrijk | Ronde van Spanje |
| ---- | ---------------- | ------------------- | ---------------- |
| 1989 |                  |                     |                  |
| 1990 | 127e             | 142e                |                  |
| 1991 |                  |                     |                  |
| 1992 | 143e             |                     |                  |
| 1993 | 127e             |                     |                  |

| Jaar | Milaan-San Remo | Parijs-Roubaix | Amstel Gold Race | Luik-Bast.‑Luik | Ronde van Lombardije | Waalse Pijl |  | WK op de weg |
| ---- | --------------- | -------------- | ---------------- | --------------- | -------------------- | ----------- |  | ------------ |
| 1989 |                 |                |                  |                 | 59e                  |             |  |              |
| 1990 |                 | 91e            | 94e              | 119e            |                      | 125e        |  |              |
| 1991 | 133e            |                |                  |                 |                      |             |  |              |
| 1992 |                 |                | 82e              |                 | 38e                  |             |  |              |
| 1993 | 143e            |                |                  | 84e             | 44e                  |             |  | 66e          |